# Крестовская, Наталья Николаевна
Наталья Николаевна Крестовская — советский и украинский ученый-теоретик права, ювеналист, историк, доктор юридических наук (2008), профессор (2012), кандидат исторических наук (1986), профессор кафедры общетеоретической юриспруденции и Национального университета «Одесская юридическая академия», заведующий кафедрой теории и истории государства и права МГУ, медиатор, член Украинской академии медиации.

## Биографическая справка
В 1981 году Н. Н. Крестовская окончила с отличием исторический факультет Одесского государственного университета имени И. Мечникова (ныне — Одесский национальный университет имени И. И. Мечникова).
В 1986 году защитила диссертацию на соискание ученой степени кандидата исторических наук на тему «Рабочее движение на Украине в период отступления первой российской революции».
С 1986 года работала преподавателем кафедры истории КПСС, впоследствии доцентом кафедры политической истории Одесского электротехнического института связи имени А. С. Попова (ныне — Одесская национальная академия связи имени А. С. Попова).
В 1991 году ей было присвоено ученое звание доцента.
С 1994 по 2006 годы работала доцентом кафедры общеправовых дисциплин Одесского государственного института внутренних дел (ныне — Одесский государственный университет внутренних дел).
С 2006 года — доцент (ныне — профессор) кафедры теории государства и права (с 2016 года — кафедры общетеоретической юриспруденции) Одесской национальной юридической академии (с 2010 года — Национального университета «Одесская юридическая академия»).
В 2008 году защитила диссертацию на соискание ученой степени доктора юридических наук на тему «Ювенальне право Украины: генезис и современное состояние».
В 2008-2010 годах была руководителем научно-исследовательской темы, осуществлялась за счет расходов общего фонда Государственного бюджета, «Проектно-законодательное, информационное и учебно-методическое обеспечение ювенальной юстиции в Украине».

## Основные научные достижения
Основные направления научных исследований: теория государства и права, методологические основы историко-правовой науки, ювенальное право (право детей и молодежи) и ювенальная юстиция. Публикации Н. Н. Крестовской завоевали авторитет среди ученых — по состоянию на начало 2018 года имеется почти 400 ссылок учёных на её труды.
На Украине является одним из основателей правовой ювеналистики,которая предстает как система теоретических и прикладных знаний о традиции, современное состояние и перспективы правового регулирования общественных отношений с участием детей и молодежи, о правовом обеспечении условий выживания, надлежащего развития и социализации подрастающего поколения. Отстаивает идею реформирования правосудия в отношении детей на Украине, определяя ювенальную юстицию как систему государственных, муниципальных и общественных судебных, правоохранительных и правозащитных органов, учреждений и организаций, на основе ювенального права и с помощью медико-социальных и психолого-педагогических методик осуществляют правосудие в отношении детей, профилактик и предупреждения правонарушений детей и против детей, защиту прав, свобод и интересов, а также ресоциализацию детей, находящихся в сложной жизненной ситуации.
Диссертация Н. Н. Крестовской на тему: «Ювенальное право Украины: генезис и современное состояние» стала первым в Украине концептуальным обоснованием новой отрасли права — ювенального права и нового направления юридической науки — правовой ювеналистики. Кроме того, впервые освещены доктрины ювенального права (патерналистская, протекционистская, автономистская), проследить их эволюцию и современное состояние; сделан вывод о крепких национальных корня ювенального права и правовой ювеналистики.
Также впервые обнаружена четырёхсоставную структуру области ювенального права (подотрасль-институт-субинститут-норма) и сделан вывод о комплексном характере отрасли ювенального права Украины. Доказано, что в области ювенального права имеет место неразрывное диалектическое сочетание публично-правовых и частно-правовых принципов, которое «снимает» традиционную деление права, что дает возможность ювенальное право отнести к третьей правовой общности — социетального права; выявлены и систематизированы источники ювенального права, которые включают подсистемы социальных, идеальных и формальных источников. Впервые сформулированы принципы ювенального права Украины; представлена теоретическая модель особого вида правонарушения — ювенального проступка.
Кроме того, Н. Н. Крестовская предложила теоретическую модель нового вида юридической ответственности — ювенальной ответственности; по-новому сформулировать определение ювенальной юстиции, проанализировала ее концепты и осуществила их классификация — онтологическим статусом (государственническая и плюралистическая модели) и по телеологическому признаку (карательная, снисходительна, восстановительная модели). Также ею было проанализировано институт омбудсмена для детей, в частности, осуществлена классификация омбудсменов для детей, уточнены их функции, предложена модель муниципального омбудсмена для детей — защитника прав ребенка. Было усовершенствовано концепцию структуры ювенальной юстиции в Украине, которая должна быть полицентрично построенной и восстановительно направленной.
Отдельное внимание ученый уделяет исследованию особенностей правового положения детей за римским частным правом. Является автором более 200 научных и учебно-методических публикаций, автором или соавтором учебных пособий, рекомендованных Министерством образования и науки Украины, по основам правоведения, теории и истории государства и права, в том числе учебника по основам римского частного права (в соавторстве с И. С. Канзафаровой).
Принимает активное участие в разработке энциклопедических изданий. Так, в издании том 2 Крупной украинской юридической энциклопедии 2017 года Н. Н. Крестовская стала автором 8 статей: «Анархизм»; «Общее благо»; «Критические правовые исследования»; «Консерватизм»; «Либертаризм»; «Национализм»; «Правовое мышление»; «Утилитаризм».
Руководила подготовкой 6 кандидатов юридических наук, был научным консультантом 1 доктора юридических наук.

## Награды и поощрения
Н. Н. Крестовская награждена нагрудными знаками Министерства внутренних дел Украины II И I степеней «За отличие в службе» (соответственно в 2001 и 2002 гг.), отличием Министерства внутренних дел Украины — медалью «За добросовестную службу» III степени (2004 г.), нагрудным знаком Министерства образования и науки Украины «Отличник образования» (2009 г.).
За учебное пособие «Практикум по истории государства и права Украины» (соавторы  Н.  Долматова, П. Н. Музыченко) удостоена II премии на V Всеукраинском конкурсе на лучшее юридическое издание 2002-2003 гг., за учебник «Теория государства и права: Учебник. Практикум. Тесты» (соавтор — Л. Г Матвеева) поощряемый грамотой Министерства внутренних дел Украины.

## Основные труды
Автор более 250 научных и учебно-методических публикаций. Является автором и соавтором учебных пособий, рекомендованных Министерством образования и науки Украины, по основам правоведения, теории и истории государства и права, истории учений о государстве и праве, ювенальной юстиции, юридического дидактики.
Учебники и учебные пособия
1. Теория государства и права: элементарный курс / Н. Н. Крестовская, Л. Г. Матвеева. — Х.: Одиссей, 2008. — 442 с.
2. Теория государства и права: Учебник. Практикум. Тесты / Н. Н. Крестовская, Л. Г. Матвеева. — К. : Юринком Интер, 2015. — 584 с.
3. История государства и права зарубежных стран: хрестоматия-практикум / Н. Н. Крестовская, А. Ф. Сверчок. — Х. : Одиссей, 2010. — 488 с. — ISBN 978-966-633-919-8
4. Ювенальная юстиция: учеб. пособ. / А.  Гусев, Ю. Б. Костова, Н. Н. Крестовская и др.; под ред. Крестовской Н. Н. — А.: ОЮИ ХНУВД, 2006. — 243 сек.
5. История учений о государстве и праве: учеб. пособие / Н. Н. Крестовская, А. Ф. Сверчок. — Х.: Одиссей, 2008. — 468 с. — ISBN 978-966-633-774-3
6. Крестовская Н. Н., Канзафарова И. С. Основы римского частного права: учебно-метод. пособ. — Одесса: Феникс, 2006. — 160с.
7. Основы правоведения Украины / Сек.  Кивалов, П. Н. Музыченко, Н. Н. Крестовская, А. Ф. Крыжановский. — Х. : Одиссей, 2007. — 440 с.
8. Юридическая дидактика: Пособие по преподаванию права и юридических дисциплин. С. Бегун, А. А. Галай, Н. Н. Крестовская, Н.  Савчин, И. Я. Сенюта, В. Н. Сотниченко, Г. А. Стефанчук, С. Г Стеценко, Н. Н. Ярмыш / под ред. Г. А. Стефанчука. — К.: СПД Юсипюк В. Д., 2009. — 191 с.
9. History of Political and Legal Doctrines: textbook / N. M. Krestovs'ka, O. S. Melnychuk, K. V. Gorobets. — Odesa: Feniks, 2014. — 250 p.
10. Крестовская Н. Н., Цвиркун А. Ф. История политических и правовых учений: Курс лекций. — Харьков: Одиссей, 2002. — 448 с.
11. История Украины: Пособие для подготовки к внешнего независимого оценивания / Н. Н. Крестовская, П. Н. Музыченко, А. Ф. Сверчок. Харьков: Одиссей, 2009
12. Правоведение: Учебник / Н. Н. Крестовская, Ю.  Александрова, А. А. Балобанов [и др.] ; За заг. ред. Н. Н. Крестовской, А. А. Кулинич, Л. Д Романадзе. — Одесса: Атлант, 2015. — 554 с.

Монографии
1. Крестовская Н. Н. Ювенальное право Украины: историко-теоретическое исследование: монография. — А.: Феникс, 2008. — 328 с.
2. Крестовская Н. Н. Ювенальное право // Одесская школа права. Введение в украинское право / Сек.  Кивалов, Н.  Анищук, Т. А. Остапенко и др. ; под общ. ред. С.  Кивалова ; отв. ред. М.  Афанасьева ; сост. Ю. Д Батан ; МОН Украины, НУ ОЮА. — 3-е изд., перераб. и доп. — Одесса: Юридическая литература, 2016. — С. 377-385.
3. Актуальные грани общетеоретической юриспруденции: монография [Ю. Н. Оборотов, В.  Завальнюк, В.  Дудченко, А. Ф. Крыжановский и др.]. — А. : Феникс, 2012. — Подразделения 2.4, 3.9. — С. 256-267, 443-451.
4. Креативность общетеоретической юриспруденции: монография [Ю. Н. Оборотов, В.  Завальнюк, В.  Дудченко и др]. — А. : Феникс, 2015. — подраздел 3.2. — С.253-268.

Научно-популярные статьи
1. Крестовская Н. Мифы о ювенальной юстиции /. Н. Крестовская // Вече. — 2010. — № 15. — С. 45-49

Научные статьи
1. Крестовская Н. Г. Становления ювенального права в Украине // Юридический вестник. — А., 2001. — № 3. — С. 100-104.
2. Крестовская Н. Г. Ювенальне право Украины: структура и принципы // Государство и право: зб. наук. трудов. Юридические и политические науки. — К. : Ин-т государства и права. В. Н. Корецкого НАНУ, 2001. — № 11. — С. 14-18.
3. Бондаренко Д Я. Переговоры Временного правительства и Украинской Центральной Рады весной и летом. 1917 года / Д. Я. Бондаренко, Н. Н. Крестовская // Отечественная история. — 2002. — № 2. — С. 83-96. (проиндексировано в Web of Science Core Collection)
4. Крестовская Н. Н., Шмерига В. И. Ювенальная юстиция в США и Украине (сравнительный анализ) // Юридический вестник. — А., 2003. — № 1. — С. 96-102.
5. Крестовская Н. Г. Европейский опыт в сфере защиты прав ребенка и возможности его применения в Украине // Вестник Национального университета внутренних дел. — Вып. 28. — Х., 2004. — С. 54-59.
6. Крестовская Н. Г. Ответственность за невыполнение обязанности по получению полного среднего образования / Н. Н. Крестовская // Государство и регионы. Серия «Право». — Запорожье, 2004. — № 1. — С. 109-112.
7. Крестовская Н. Г. Новый взгляд на права ребенка (Рец.: Голышева Л. Ю. Русское ювенальное право: монография. — Ставрополь: ЗАО «Пресса», 2004. — 184 с.) / Н. Н. Крестовская // Журнал Хмельницкого университета управления и права. — 2005. — № 3 (15). — С. 425-427.
8. Крестовская Н. Г. Использование детей младшего возраста при попрошайничестве: проблемы квалификации и юридического реагирования / М. А. Готвянская, Н. Н. Крестовская // Борьба с организованной преступностью и коррупцией (теория и практика). — К., 2005. — № 12. — С. 124-129.
9. Крестовская Н. Н., Матвеева Л. Г. Интерпретационные акты Верховного Суда Украины как источник ювенального уголовного права // Актуальные проблемы современной науки в исследованиях молодых ученых. — Симферополь, 2007. — № 10. — С. 337-342.
10. Крестовская Н. Г. Ювенальне право Украины и США: сравнительные аспекты // Сравнительно-правовые исследования. — К., 2007. — № 1-2. — С. 207-211.
11. Крестовская Н. Г. Институты гражданского общества в сфере защиты прав ребенка // Вестник Львовского университета. — Серия «Юридическая». — Л., 2007. — Вып. 44. — С. 39-44.
12. Крестовская Н. Г. Ребенок в правовой жизни украинского общества в эпоху высокого средневековья // Ученые записки Таврического национального университета им. В. И. Вернадского. — Симферополь, 2008. — Т. 21 (60). — № 1. Юридические науки. — С. 30-36.
13. Крестовская Н. Г. Ювенальне право Украины: основания выделения отрасли // Право Украины. — 2008. — № 8. — С. 36-40.
14. Крестовская Н. Г. Ювенальне право в системе права Украины // Научные труды Одесской национальной юридической академии. — А.: Юридическим. л-ра, 2006. — Т. 5. — С. 66-76.
15. Крестовская Н. Г. Ювенальне право Украины: основания выделения отрасли // Право Украины. — 2008. — № 8. — С. 36-40.
16. Крестовская Н. Г. Доктрины ювенального права // Научные труды ОНЮА. — 2008. — Т. 7. — С. 74-82.
17. Крестовская Н. Г. Правовой статус ребенка в христианских религиозно-правовых доктринах // Болховитиновский ежегодник. 2008. — К.: Нац. Киево-Печерский историко-культурный заповедник, 2009. — С. 154-156.
18. Скакун А. К вопросу о политических и государственно-правовые взгляды Т. Г Шевченко (отзыв на статью К.  Харабета) / О. Скакун, Н. Крестовская // Юридическая Украина. — 2010. — № 1. — С. 4-9. — Режим доступа: http://nbuv.gov.ua/UJRN/urykr_2010_1_3
19. Крестовская Н. Г. Философия ювенального права // Научный вестник Ужгородского национального университета. — Сэр. : «Право» 2013. — № 23. — Ч. И. — С. 255-258.
20. Крестовская Н. Г. Традиции ювенально-правового регулирования в Украине// Право и гражданское общество. — 2013. — № 1 (2). — С. 49-56.
21. Крестовская Н. Г. Украинская модель ювенальной юстиции: поиски и перспективы // Молодежная политика: проблемы и перспективы: сб. наук. работ. — Перемышль: Скоропечатание, 2014. — Вып. 5. — С. 303-307.
22. Крестовская Н. Г. Реформирование ювенальной юстиции как направление государственной ювенальной политики Украины // Nauka młodych a wyzwania cywilizacji. — Siedlce: Милитария Universytetu Przyrodniczo-Humanistyznego w Siedlcach, 2014. — С. 203-210.
23. Крестовская Н. Г. Учебная дисциплина «Ювенальная юстиция» в системе подготовки правоохранителей // Проблемы правоведения и правоохоронноих деятельности. — 2016. — № 2. — С. 196-198.